# Sito paesaggistico speciale

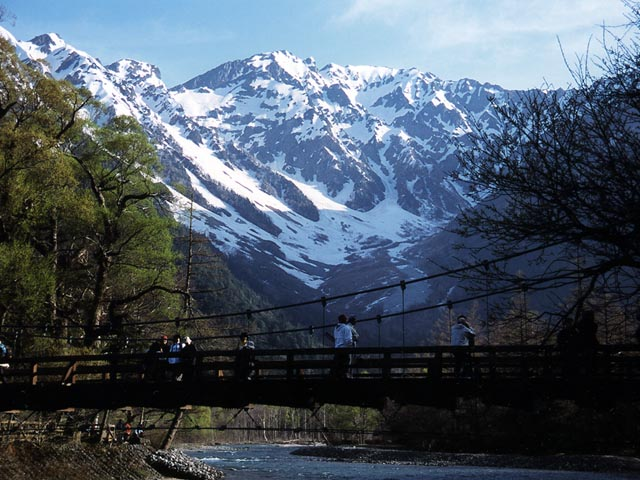
Il Monte Hotaka con il Ponte Kappa nella zona di Kamikōchi della prefettura di Nagano.

Un sito paesaggistico speciale (特別名勝?, Tokubetsu meishō) è uno spazio a cui è stato riconosciuto un particolare valore artistico o paesaggistico per il Giappone e che come tale fa parte di una specifica categoria stabilita dalla legislazione giapponese in materia di beni culturali.
Questi siti "speciali" sono compresi in una più ampia categoria denominata Sito paesaggistico (名勝?, Meishō), la quale a sua volta è parte del gruppo dei Monumenti (記念物?, Kinenbutsu) all'interno della classificazione dei beni culturali giapponesi.
I Siti sono variabili per origine (naturale o umana) e per dimensione (dal cortiletto alla catena montuosa). In data 1 ottobre 2015 erano stati riconosciuti 36 Siti paesaggistici speciali.

## Denominazione
La parola in lingua giapponese con cui si identificano questi spazi è Tokubetsu meishō (特別名勝?): tokubetsu vuol dire "speciale", ma meishō letteralmente significa "reputazione vincente" e non è una parola coniata in sede legiferante, bensì fa parte della tradizione nipponica che da secoli identifica alcuni luoghi come particolarmente significativi per l'identità nazionale. Fra questi, i più celebri sono i tre paesaggi del Giappone (Baia di Matsushima, Amanohashidate e Santuario di Itsukushima) e i tre giardini del Giappone (Kenroku-en, Kairaku-en e Kōraku-en).

## Lista

### Hokkaido e Tōhoku

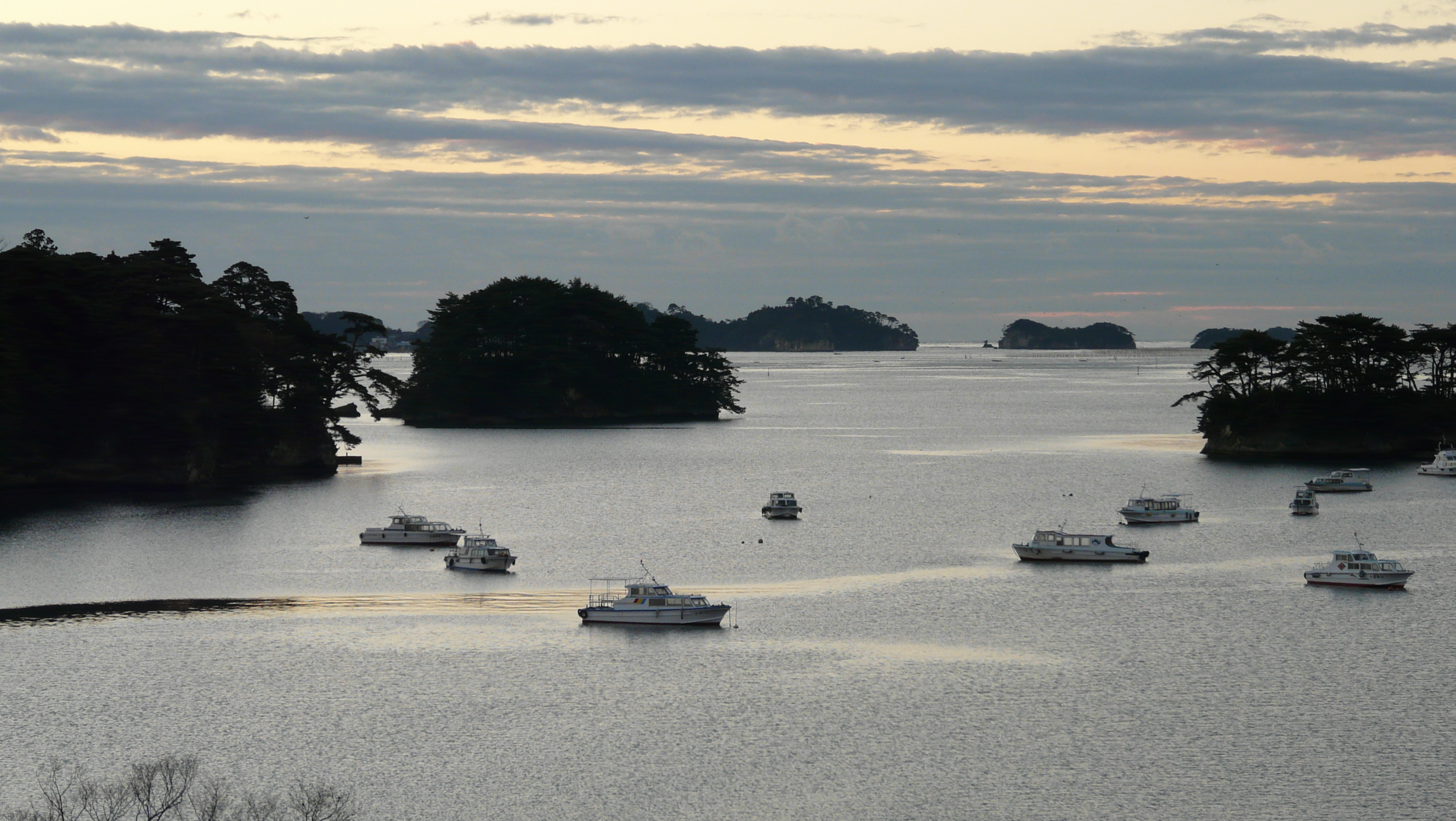
La Baia di Matsushima.

- Lago Towada (十和田湖?) e Torrente Oiraseke (奥入瀬渓流?) (Aomori e Akita); sito naturale
- Giardino del Mōtsū-ji (毛越寺?) (Iwate); all'interno del Patrimonio dell'umanità Hiraizumi – Templi, Giardini e Siti archeologici del Buddhismo
- Baia di Matsushima (松島?) (Miyagi); tre paesaggi del Giappone

### Kantō
- Rikugi-en (Tokyo)

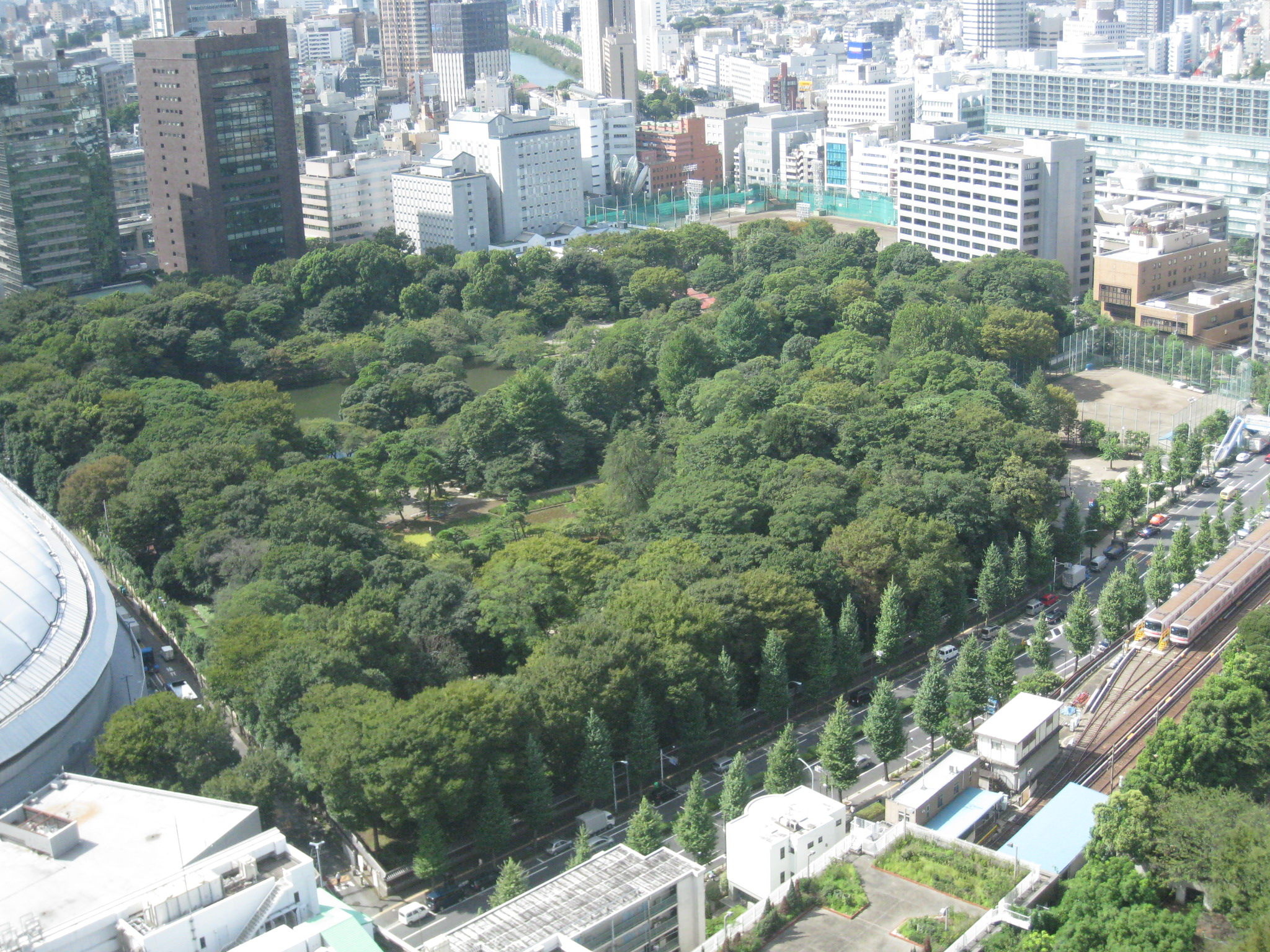
Il giardino Koishikawa Kōraku-en.

- Koishikawa Kōraku-en (小石川後楽園?) (Tokyo); sito storico speciale
- Giardino di Hama rikyū (Tokyo); sito storico speciale

### Chūbu
- Vette della Vallata Shōsenkyō (御岳昇仙峡?) (Yamanashi)
- Monti del Kamikōchi (上高地?) (Nagano); sito naturale speciale
- Fuji (Shizuoka e Yamanashi)
- Canyon Kurobe (黒部峡谷?) e Monte Okukane (奥鐘山?) (Toyama); sito naturale speciale
- Kenroku-en (Ishikawa); tre giardini del Giappone
- Giardino delle Rovine del Clan Ichijōdani-Asakura (一乗谷朝倉氏遺跡?) (Fukui); sito storico speciale

### Kansai

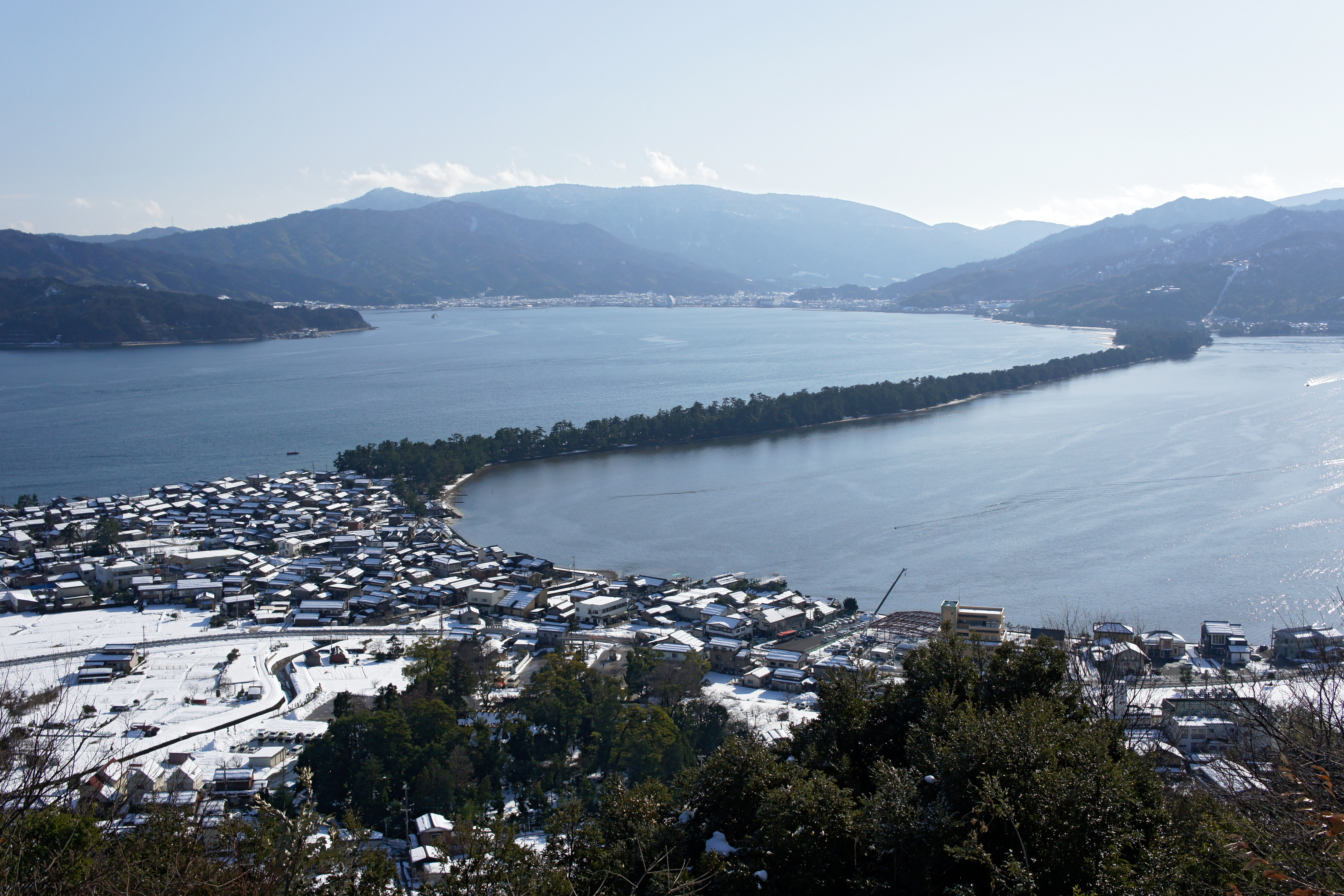
La striscia di terra Amanohashidate.

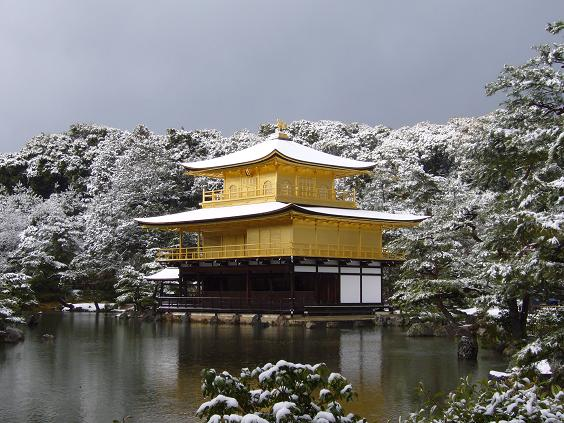
Il Padiglione d'Oro all'interno del Rokuon-ji.

- Amanohashidate (天橋立?) (Kyoto); tre paesaggi del Giappone
- Giardino dello studio del Daisen-in (大仙院?) (Kyoto); sito storico